# Porina rufula
Porina rufula är en lavart som först beskrevs av Kremp., och fick sitt nu gällande namn av Vain. Porina rufula ingår i släktet Porina och familjen Porinaceae.   Inga underarter finns listade i Catalogue of Life.